# Киргизбаєва Тухтахон Базарівна
Тухтахон Базарівна Киргизбаєва (нар. 1942, тепер Республіка Узбекистан) — радянська державна діячка, новатор виробництва, механізатор, ланкова, бригадир бавовнярів радгоспу «Малик» Сирдар'їнської області Узбецької РСР. Кандидат у члени ЦК КПРС у 1986—1989 роках. Член ЦК КПРС у 1989—1990 роках. Депутат Верховної Ради СРСР 9—10-го скликань. Народний депутат СРСР (1989—1991).

## Життєпис
Народилася в бідній дехканській (селянській) родині.
У 1957—1960 роках — робітниця дослідного господарства, у 1960—1971 роках — трактористка, ланкова радгоспу «Малик» Сирдар'їнської області Узбецької РСР.
Член КПРС з 1965 року.
У 1971—1988 роках — ланкова комплексно-механізованої бавовнярської ланки радгоспу «Малик» Сирдар'їнської області Узбецької РСР.
У 1973 році закінчила Сирдар'їнський технікум механізації сільського господарства.
У 1986 році закінчила заочно Ташкентський сільськогосподарський інститут.
З 1988 року — бригадир бавовнярів радгоспу «Малик» Сирдар'їнської області Узбецької РСР.
Потім — на пенсії.

## Нагороди і звання
- ордени
- медалі
- Заслужений механізатор Узбецької РСР